# Lucien C. Mandelik
Lucien Weiner, geboren als Lucien Charles Mandelik (* 25. September 1907 in Paris (75009); † 19. Mai 1998 in Palm Desert, Kalifornien, Vereinigte Staaten), war ein tschechisch-französischer und seit seinem Exil in den Vereinigten Staaten US-amerikanischer Filmpublizist.

## Leben
Lucien Weiner, wurde als Sohn von Joseph (* 30. November 1869 in Kolin; 25. May 1944 in Auschwitz) und Lea Mandelik, geborener Francfort, geboren. Er war der Stiefsohn des Film-Kurier-Verlegers Alfred Weiner, begann seine journalistische Karriere im Berlin der späten Weimarer Republik beim väterlichen Film-Kurier. 1930 wurde er von Alfred Weiner mit der Leitung (Geschäftsführung) des Unternehmens betraut. Kurz nach der Machtergreifung durch die Nationalsozialisten war Alfred Weiner 1933 nach Frankreich geflohen, während sein Sohn Lucien daheim in Berlin versuchte, zu retten, was zu retten war und den Verlag im Familienbesitz zu halten.
Von den Nationalsozialisten kalt entmachtet, verließ auch Lucien Weiner das Reich und folgte seinem Vater nach Paris. Von dort gelangte er im März 1935 in die USA. In Hollywood gründete er, inzwischen als Lucien Mandelik, 1937 die Cosmopolitan Film Agency, die auch das kurzlebige Magazin „Manuscript“ herausbrachte. Dort konnten amerikanische Filmautoren ihre Werke gratis veröffentlichen. Mit dem „International Telefilm Reporter“ folgte 1949 eine weitere Mandelik-Publikation. Lucien Mandelik heiratete in Kalifornien Mary-Elisabeth Smith, nahm im März 1941 die US-amerikanische Staatsbürgerschaft an, starb 90-jährig im kalifornischen Palm Desert.